# Buick Avenir
Buick Avenir — концепт-кар производства Buick. Название Avenir в переводе с французского означает будущее.

## Описание
Buick Avenir впервые был представлен в 2015 году на Североамериканском международном автосалоне в качестве прототипа. Модель разработана австралийским конструкторским бюро General Motors, а дизайн экстерьера разработан Уорреком Личем. Модель выпущена на платформе GM Omega, на которой также выпускается Cadillac CT6. С октября 2017 года Avenir позиционируется как «суббренд премиум-класса». В 2018 году первыми автомобилями Buick, получившими индекс Avenir, стали Buick Enclave и Buick LaCrosse.

## Технические характеристики
Buick Avenir оснащён двигателем V6 в паре с девятиступенчатой автоматической трансмиссией. У двигателя система непосредственного впрыска топлива и система «старт-стоп».